# Knížka beze slov
Knížka beze slov, čí Kniha beze slov, anglicky Wordless Book, je křesťanská evangelizační pomůcka. Slouží pro vizuální zpřítomnění základních bodů křesťanské zvěsti, zejména v oblasti spásy. Je zpravidla složena z několika barevných listů, kde každá barva symbolizuje určitou biblickou pravdu.

## Další informace
Jednoduchou Knížku beze slov poprvé použil Charles Spurgeon 11. ledna 1866 v Metropolitan Tabernacle v Londýně při kázání na text Žalmu 51, 9: Zbav mě hříchu, očisť yzopem a budu čistý, umyj mě, budu bělejší nad sníh. Spurgeon tehdy při svém kázání použil tři sepnuté barevné papíry černý, červený a bílý. Černý list papíru připomínal hříšnost člověka, červený list znázorňoval prolitou Kristovu krev a bílý list představoval očištění a dokonalou spravedlnost, kterou může člověk z Boží milosti získat.
Knížka beze slov byla později užívána v různých variantách – jak co do formy (svazek listů, prapor), tak co do barev (obvykle až 5 či 6).
V České republice ji využívá kupříkladu Dětská misie.

## Galerie

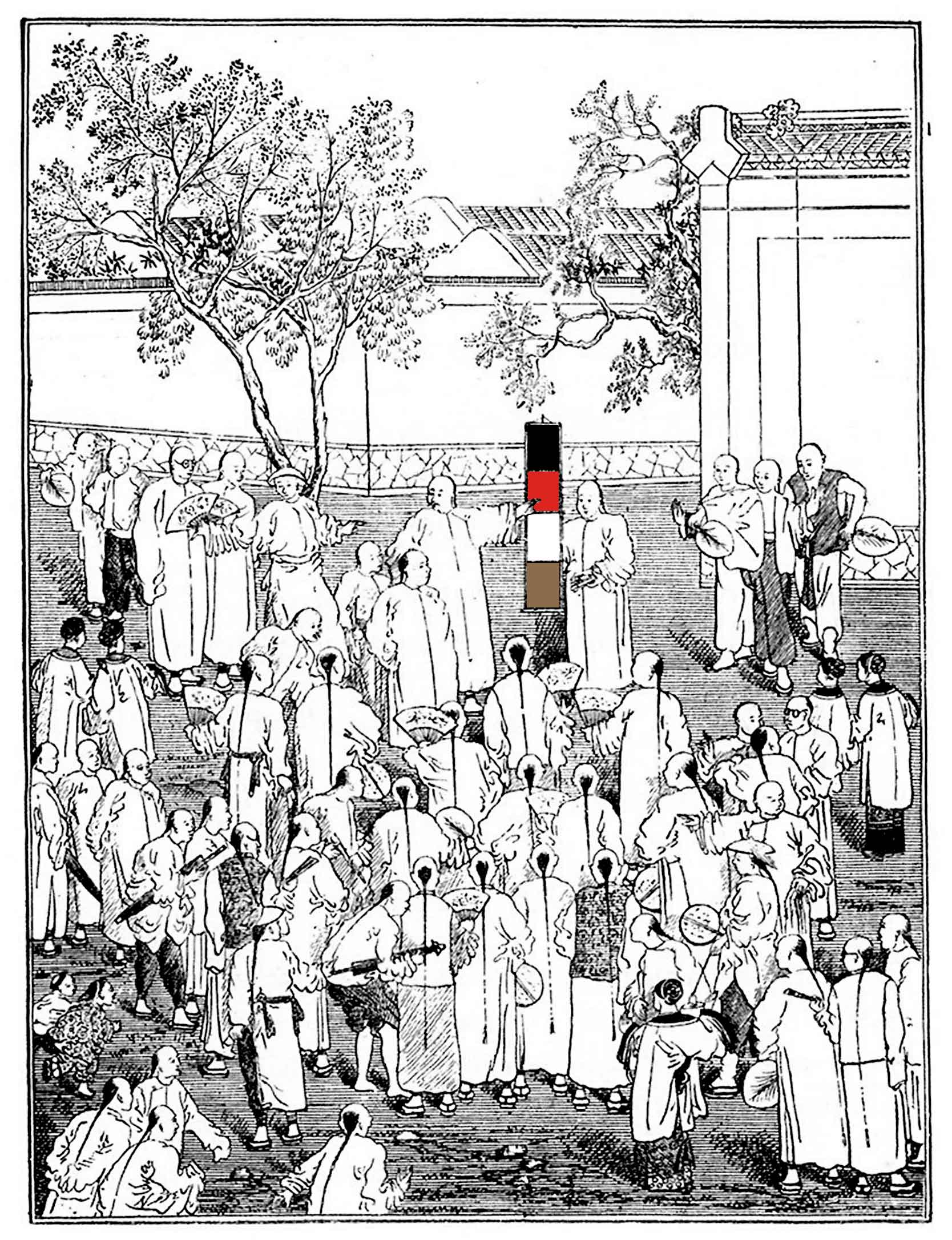
Historické použití Knížky beze slov v Číně